# Campionati del mondo di atletica leggera indoor 1995 - Salto triplo maschile
La gara di salto triplo maschile si è tenuta il 10 e il 12 marzo 1995 presso lo stadio Palau Sant Jordi di Barcellona.

## Risultati
Gli atleti che superano la misura di 16,70 m (Q) o si trovano nelle prime 12 posizioni in classifica (q) vanno in finale.

### Qualificazioni
Venerdì 10 marzo 1995, ore 18:30.

#### Gruppo A
| Pos, | Nome             | Nazionalità | 1ª prova | 2ª prova | 3ª prova | Misura  | Note                          |
| ---- | ---------------- | ----------- | -------- | -------- | -------- | ------- | ----------------------------- |
| 1    | LaMark Carter    | Stati Uniti | 16,20 m  | 16,92 m  |          | 16,92 m | Q,                            |
| 2    | Lars Hedman      | Svezia      | 16,66 m  | 16,73 m  |          | 16,73 m | Q                             |
| 3    | Stoyko Tsonov    | Bulgaria    | 16,53 m  | –        | –        | 16,53 m | q                             |
| 4    | Garfield Anselm  | Francia     | 16,49 m  | 16,45 m  | 16,40 m  | 16,49 m | q                             |
| 5    | Francis Agyepong | Regno Unito | 16,49 m  | x        | x        | 16,49 m | q                             |
| 6    | Tyrone Scott     | Stati Uniti | 16,34 m  | 16,43 m  | 16,42 m  | 16,43 m |                               |
| 7    | Aleksey Fatyanov | Azerbaigian | 16,29 m  | x        | 16,19 m  | 16,29 m |                               |
| 8    | Vasif Asadov     | Azerbaigian | 16,22 m  | 16,11 m  | 15,78 m  | 16,22 m |                               |
| 9    | Viktor Popko     | Ucraina     | 15,77 m  | 16,00 m  | 16,19 m  | 16,19 m |                               |
| 10   | Paul Nioze       | Seychelles  | 15,70 m  | 15,78 m  | –        | 15,78 m | Miglior prestazione personale |
| 11   | Julio López      | Spagna      | 15,28 m  | x        | x        | 15,28 m |                               |
| -    | Freddy Nieves    | Ecuador     |          |          |          | dns     |                               |

#### Gruppo B
| Pos, | Nome              | Nazionalità | 1ª prova | 2ª prova | 3ª prova | Misura  | Note |
| ---- | ----------------- | ----------- | -------- | -------- | -------- | ------- | ---- |
| 1    | Brian Wellman     | Bermuda     | 17,51 m  |          |          | 17,51 m | Q,   |
| 2    | Yoelvis Quesada   | Cuba        | 17,33 m  |          |          | 17,33 m | Q,   |
| 3    | Arne Holm         | Svezia      | 16,84 m  |          |          | 16,84 m | Q    |
| 4    | Edrick Floréal    | Canada      | 16,74 m  |          |          | 16,74 m | Q    |
| 5    | Dmitriy Byzov     | Russia      | x        | x        | 16,59 m  | 16,59 m | q    |
| 6    | Armen Martirosyan | Armenia     | 16,55 m  | 16,30 m  | 16,30 m  | 16,55 m | q    |
| 7    | Serge Hélan       | Francia     | 16,29 m  | 16,53 m  | 16,52 m  | 16,53 m | q    |
| 8    | Oleg Sakirkin     | Kazakistan  | 16,18 m  | x        | 16,47 m  | 16,47 m |      |
| 9    | Audrius Raizgys   | Lituania    | 15,91 m  | 16,41 m  | 16,37 m  | 16,41 m |      |
| 10   | Anísio Silva      | Brasile     | x        | 14,36 m  | 16,19 m  | 16,19 m |      |
| 11   | Sergey Arzamasov  | Kazakistan  | x        | 15,95 m  | x        | 15,95 m |      |
| 12   | Parkev Grigoryan  | Armenia     | 15,84 m  | 15,16 m  | 15,93 m  | 15,93 m |      |

### Finale
| Record mondiale       | Leonid Voloshin | 17,77 m | Grenoble   | 6 febbraio 1994 |
| Record dei Campionati | Pierre Camara   | 17,59 m | Toronto    | 13 marzo 1993   |
| Capolista stagionale  | Brian Wellman   | 17,51 m | Barcellona | 10 marzo 1995   |

Domenica 12 marzo 1995, ore 16:15.
| Pos     | Atleta            | Nazionalità | 1ª prova | 2ª prova | 3ª prova | 4ª prova | 5ª prova | 6ª prova | Risultato |
| ------- | ----------------- | ----------- | -------- | -------- | -------- | -------- | -------- | -------- | --------- |
| Oro     | Brian Wellman     | Bermuda     | x        | 17,72 m  | x        | x        | –        | x        | 17,72 m   |
| Argento | Yoelvis Quesada   | Cuba        | 17,11 m  | 17,52 m  | 17,62 m  | x        | –        | 17,36 m  | 17,62 m   |
| Bronzo  | Serge Hélan       | Francia     | 15,63 m  | 16,41 m  | 16,63 m  | x        | 14,07 m  | 17,06 m  | 17,06 m   |
| 4       | Lars Hedman       | Svezia      | 16,86 m  | 16,80 m  | x        | 16,76 m  | x        | 15,51 m  | 16,86 m   |
| 5       | Arne Holm         | Svezia      | 14,83 m  | 16,81 m  | x        | x        | 15,98 m  | 16,35 m  | 16,81 m   |
| 6       | LaMark Carter     | Stati Uniti | 16,73 m  | 16,02 m  | 16,49 m  | 16,67 m  | 16,67 m  | 16,80 m  | 16,80 m   |
| 7       | Francis Agyepong  | Regno Unito | x        | 16,17 m  | 16,74 m  | x        | x        | 14,44 m  | 16,74 m   |
| 8       | Garfield Anselm   | Francia     | 16,02 m  | x        | 16,37 m  | 16,51 m  | x        | 16,41 m  | 16,51 m   |
| 9       | Armen Martirosyan | Armenia     | 16,37 m  | 16,35 m  | x        | x        | –        | –        | 16,37 m   |
| 10      | Dmitriy Byzov     | Russia      | 15,90 m  | x        | 16,23 m  |          |          |          | 16,23 m   |
| -       | Edrick Floréal    | Canada      | x        | –        | –        |          |          |          | nm        |
| -       | Stoyko Tsonov     | Bulgaria    |          |          |          |          |          |          | dns       |

### Classifica
Domenica 12 marzo 1995
| Pos.    | Atleta            | Età | Nazione     | Misura  | Note                          |
| ------- | ----------------- | --- | ----------- | ------- | ----------------------------- |
| Oro     | Brian Wellman     | 27  | Bermuda     | 17,72 m | Record dei campionati         |
| Argento | Yoelvis Quesada   | 21  | Cuba        | 17,62 m | Record nazionale              |
| Bronzo  | Serge Hélan       | 31  | Francia     | 17,06 m |                               |
| 4       | Lars Hedman       | 27  | Svezia      | 16,86 m |                               |
| 5       | Arne Holm         | 33  | Svezia      | 16,81 m |                               |
| 6       | LaMark Carter     | 24  | Stati Uniti | 16,80 m |                               |
| 7       | Francis Agyepong  | 29  | Regno Unito | 16,74 m | Miglior prestazione personale |
| 8       | Garfield Anselm   | 28  | Francia     | 16,51 m |                               |
| 9       | Armen Martirosyan | 25  | Armenia     | 16,37 m |                               |
| 10      | Dmitriy Byzov     | 29  | Russia      | 16,23 m |                               |
| -       | Edrick Floréal    | 28  | Canada      | nm      |                               |
| -       | Stoyko Tsonov     | 25  | Bulgaria    | dns     |                               |